# El Youssoufia
El Youssoufia (arabiska: اليوسفية) är ett arrondissement i Marockos huvudstad Rabat. Antalet invånare var 170 561 vid folkräkningen 2014.